# Saison 1962-1963 de la Juventus FC
Maillots
Chronologie
Saison précédente Saison suivante
La saison 1962-1963 de la Juventus Football Club est la soixantième de l'histoire du club, créé soixante-six ans plus tôt en 1897.
L'équipe piémontaise prend ici part lors de cette saison à la 61e édition du championnat d'Italie (32e de Serie A), à la 15e édition de la Coupe d'Italie (en italien Coppa Italia), ainsi qu'à la 4e édition de la Coupe des Alpes.

## Historique
À la suite d'une saison précédente très délicate, la Juventus FC, en période de transition, espère rehausser son niveau de jeu, ainsi qu'en Europe avec une compétition continentale à jouer cette année.
Au cours de cette nouvelle saison, l'alors président du club Umberto Agnelli quitte ses fonctions pour être remplacé par l'ingénieur Vittore Catella, nommé le 19 juillet, avec la lourde charge d'hériter des succès de son prédécesseur.
L'entraîneur depuis une saison, Carlo Parola (en froid avec la vedette Omar Sívori), est sacrifié pour les intérêts du club. Un nouvel entraîneur débarque donc sur le banc, avec l'arrivée du brésilien Paulo Amaral et son système de jeu innovant 4-2-4 (il devient le premier entraîneur non européen de l'histoire à diriger le club).
Niveau effectif, un effort est fait pour améliorer la qualité de l'équipe, et de nouveaux défenseurs sont acquis, comme Renato Caocci, Bruno Onorato Fochesato, Gilberto Noletti et surtout l'un des futurs plus grands défenseurs de l'histoire bianconera, Sandro Salvadore. Le milieu est renforcé par les arrivées de Dante Crippa, Gianni Rossi, Giovanni Sacco (formé au club), ainsi que du grand joueur espagnol Luis del Sol, acheté au Real Madrid (il devient dès lors le premier joueur espagnol de l'histoire du club). En attaque, Dario Cavallito retourne au club, et arrivent dans l'effectif deux Brésiliens, Armando Miranda et Bruno Siciliano.
C'est avec cet effectif remanié que la Juve commence le premier tournoi de la saison avec la Coppa Italia à la fin de l'été 1962.
Du fait de sa mauvaise place en championnat lors de la saison d'avant, le club commence la coupe au 1er tour éliminatoire le dimanche 9 septembre 1962, au Stadio Mario Rigamonti contre Brescia, que les turinois finissent par écraser 5 à 2 (triplé de Nicolè et buts de Del Sol et Favalli contre son camp). Au tour suivant, le club s'impose à nouveau avec facilité sur le terrain de Foggia 2-0 (buts de Sívori et de Odling contre son camp), avant d'ensuite battre grâce à un doublé de Sívori et un but de Nicolè le club de Venise 3 buts à 1. En quarts-de-finale, l'équipe piémontaise ne peut poursuivre l'aventure, battue à domicile sur le plus petit des scores par l'Hellas Vérone.

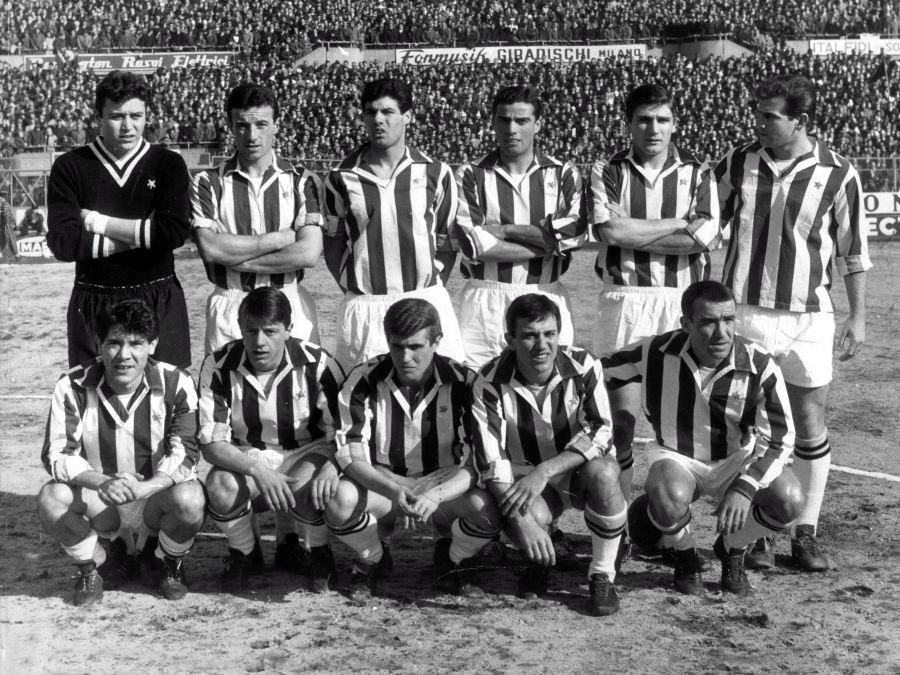
Les Turinois vice-championne d'Italie, éliminé au quarts-de-finale de la Coupe d'Italie et vainqueurs du premier trophée international de leur histoire, la Coupe des Alpes.

Peu après le début de la coupe, les juventini ont rendez-vous avec la Serie A 1962-1963, et réalisent pour leur première rencontre un match nul sur un score vierge contre le Genoa le 16 septembre 1962. Il s'ensuit après deux défaites de suite, avant que la Juventus ne gagne son premier match lors de la 4e journée, 3-1 à domicile contre Bologne (buts de Rossi, Crippa et Siciliano). La première série de succès pour la Vieille Dame intervient deux semaines plus tard, à partir du 21 octobre, et ce jusqu'au 25 novembre (six victoires d'affilée). La Juve termine ensuite l'année 1962 avec un bilan d'un nul, deux victoires, et une défaite.
Le 18 décembre 1962 a lieu l'élection du Ballon d'or 1962, où figurent malgré des résultats plutôt décevants deux joueurs bianconeri. Le vainqueur de l'édition précédente (qui fut le premier juventino à le remporter), l'oriundo Omar Sívori, termine cette année à la 11e place avec ses 2 votes, et l'espagnol Luis del Sol termine quant à lui à la 15e place finale avec un seul vote.
La première partie de la nouvelle année 1963 voit la Juve s'imposer chez elle au Stadio Comunale sur le score de 2 buts à 1 contre Venise (réalisations de Leoncini et Sívori), avant de s'imposer à nouveau deux journées plus tard par 2 buts à rien contre le Genoa (grâce à Sívori et Noletti) pour le premier match de la phase retour. Un mois plus tard, le 17 février, Madama remporte le match 2-0 contre la Roma (avec des buts de Del Sol et Miranda), avant d'ensuite subir deux revers consécutifs, puis 3 matchs sans buts inscrits entre les 26e et 28e journées. Le club de Turin alterne alors les résultats plus ou moins encourageants pour espérer le scudetto, mais termine sa saison le 26 mai à domicile sur un match nul 2 buts partout contre le SPAL (avec des buts bianconeri de Miranda et Zigoni).
Avec au terme de la saison 45 points à son actif, à seulement 4 points du champion, l'Inter, la Juve a su réagir et se replacer dans le podium grâce à ses 18 victoires, 9 nuls et 7 défaites, terminant vice-championne d'Italie pour la 10e fois de son histoire.
Sur le plan intercontinental, la Juventus a également cette saison une carte à jouer, en participant pour la première fois à la Coupe des Alpes (considérée comme l'ancêtre de la Coupe Intertoto). Après être sortie facilement première de la phase de poule avec 3 victoires en 3 matchs, la Juventus FC se retrouve en finale contre un autre club italien, l'Atalanta, le samedi 29 juin 1963 au Stade des Charmilles de Genève, et c'est Siciliano, Del Sol sur penalty et Sívori qui donneront la victoire au club bianconero par 3-2.
La Vecchia Signora remporte ici avec cette Coupe des Alpes 1963 le premier trophée international de son histoire, 66 ans après sa création.
Omar Sívori termine la saison avec 23 buts au compteur (dont 16 en championnat), ce qui fait de lui, et ce pour la 6e année consécutive, le meilleur buteur bianconero de la saison.
Après quelques difficultés, la touche brésilienne apportée à la Juventus Football Club a su redonner à l'équipe un souffle après une bonne prestation nationale et un tournoi européen, bien que mineur.

## Déroulement de la saison

### Résultats en championnat
- Phase aller

| dimanche 16 septembre 1962 1re journée | Genoa | 0 - 0 | Juventus | Stade Luigi-Ferraris, Gênes 15h30 Arbitre : Adami |
| dimanche 16 septembre 1962 1re journée |       |       |          | Stade Luigi-Ferraris, Gênes 15h30 Arbitre : Adami |

| dimanche 23 septembre 1962 2e journée | Juventus                 | 2 - 3 | Atalanta                                      | Stadio Comunale, Turin 15h30 Arbitre : Angonese |
| dimanche 23 septembre 1962 2e journée | Del Sol 23e · Sívori 78e |       | 21e Domenghini · 34e Colombo · 54e Mereghetti | Stadio Comunale, Turin 15h30 Arbitre : Angonese |

| dimanche 30 septembre 1962 3e journée | Fiorentina  | 1 - 0 | Juventus | Stadio Comunale, Florence 15h30 Arbitre : Gambarotta |
| dimanche 30 septembre 1962 3e journée | Canella 35e |       |          | Stadio Comunale, Florence 15h30 Arbitre : Gambarotta |

| dimanche 7 octobre 1962 4e journée | Juventus                               | 3 - 1 | Bologne      | Stadio Comunale, Turin 15h00 Arbitre : Rigato |
| dimanche 7 octobre 1962 4e journée | Rossi 14e · Crippa 15e · Siciliano 58e |       | 48e Pascutti | Stadio Comunale, Turin 15h00 Arbitre : Rigato |

| dimanche 14 octobre 1962 5e journée | Roma         | 1 - 1 | Juventus    | Stadio Olimpico, Rome 15h00 Arbitre : Jonni |
| dimanche 14 octobre 1962 5e journée | Lojacono 15e |       | 37e Miranda | Stadio Olimpico, Rome 15h00 Arbitre : Jonni |

| dimanche 21 octobre 1962 6e journée | Juventus                     | 3 - 0 | Sampdoria | Stadio Comunale, Turin 15h00 Arbitre : Genel |
| dimanche 21 octobre 1962 6e journée | Miranda 42e 60e · Nicolè 46e |       |           | Stadio Comunale, Turin 15h00 Arbitre : Genel |

| dimanche 28 octobre 1962 7e journée | Torino | 0 - 1       | Juventus | Stadio Comunale, Turin 14h30 65 000 spectateurs Arbitre : Campanati |
| dimanche 28 octobre 1962 7e journée |        | 49e Miranda |          | Stadio Comunale, Turin 14h30 65 000 spectateurs Arbitre : Campanati |

| jeudi 1er novembre 1962 8e journée | Lanerossi Vicence | 1 - 3 | Juventus                                   | Stadio Romeo Menti, Vicence 14h30 Arbitre : Gambarotta |
| jeudi 1er novembre 1962 8e journée | Humberto 46e      |       | 15e Siciliano · 21e Stacchini · 47e Sívori | Stadio Romeo Menti, Vicence 14h30 Arbitre : Gambarotta |

| dimanche 4 novembre 1962 9e journée | Juventus    | 1 - 0 | Naples | Stadio Comunale, Turin 14h30 Arbitre : Roversi |
| dimanche 4 novembre 1962 9e journée | Miranda 13e |       |        | Stadio Comunale, Turin 14h30 Arbitre : Roversi |

| dimanche 18 novembre 1962 10e journée | Juventus   | 1 - 0 | Milan | Stadio Comunale, Turin 14h30 Arbitre : Jonni |
| dimanche 18 novembre 1962 10e journée | Sívori 36e |       |       | Stadio Comunale, Turin 14h30 Arbitre : Jonni |

| dimanche 25 novembre 1962 11e journée | Catane      | 1 - 5 | Juventus                                         | Stadio Cibali, Catane 14h30 Arbitre : Righi |
| dimanche 25 novembre 1962 11e journée | Petroni 86e |       | 15e Stacchini · 35e 70e Sívori · 56e 80e Miranda | Stadio Cibali, Catane 14h30 Arbitre : Righi |

| dimanche 9 décembre 1962 12e journée | Palerme      | 1 - 1 | Juventus   | Stadio La Favorita, Palerme 14h30 Arbitre : Gambarotta |
| dimanche 9 décembre 1962 12e journée | Börjesson 3e |       | 50e Sívori | Stadio La Favorita, Palerme 14h30 Arbitre : Gambarotta |

| dimanche 16 décembre 1962 13e journée | Juventus                  | 2 - 1 | Modène      | Stadio Comunale, Turin 14h30 Arbitre : D'Agostini |
| dimanche 16 décembre 1962 13e journée | Del Sol 21e · Miranda 68e |       | 72e Goldoni | Stadio Comunale, Turin 14h30 Arbitre : D'Agostini |

| dimanche 23 décembre 1962 14e journée | Inter    | 1 - 0 | Juventus | Stadio San Siro, Milan 14h30 Arbitre : Adami |
| dimanche 23 décembre 1962 14e journée | Jair 49e |       |          | Stadio San Siro, Milan 14h30 Arbitre : Adami |

| dimanche 30 décembre 1962 15e journée | Juventus                   | 2 - 0 | Mantoue | Stadio Comunale, Turin 14h30 Arbitre : Francescon |
| dimanche 30 décembre 1962 15e journée | Siciliano 2e · Del Sol 50e |       |         | Stadio Comunale, Turin 14h30 Arbitre : Francescon |

| dimanche 6 janvier 1963 16e journée | Juventus                 | 2 - 1 | Venise    | Stadio Comunale, Turin 14h30 Arbitre : Gambarotta |
| dimanche 6 janvier 1963 16e journée | Leoncini 2e · Sívori 39e |       | 25e Bartu | Stadio Comunale, Turin 14h30 Arbitre : Gambarotta |

| dimanche 13 janvier 1963 17e journée | SPAL | 0 - 2                             | Juventus | Stadio Comunale, Ferrare 14h30 Arbitre : Lo Bello |
| dimanche 13 janvier 1963 17e journée |      | 32e (pen.) Sívori · 70e Stacchini |          | Stadio Comunale, Ferrare 14h30 Arbitre : Lo Bello |

- Phase retour

| dimanche 20 janvier 1963 18e journée | Juventus                 | 2 - 0 | Genoa | Stadio Comunale, Turin 14h30 Arbitre : D'Agostini |
| dimanche 20 janvier 1963 18e journée | Sívori 51e · Noletti 68e |       |       | Stadio Comunale, Turin 14h30 Arbitre : D'Agostini |

| dimanche 27 janvier 1963 19e journée | Atalanta                                       | 3 - 6 | Juventus                                                         | Stadio Comunale, Bergame 14h30 Arbitre : De Marchi |
| dimanche 27 janvier 1963 19e journée | Da Costa 32e · Mereghetti 58e · Domenghini 63e |       | 6e Siciliano · 41e Sarti · 48e Emoli · 55e 69e 83e (pen.) Sívori | Stadio Comunale, Bergame 14h30 Arbitre : De Marchi |

| dimanche 3 février 1963 20e journée | Juventus | 0 - 0 | Fiorentina | Stadio Comunale, Turin 14h30 Arbitre : Marchese |
| dimanche 3 février 1963 20e journée |          |       |            | Stadio Comunale, Turin 14h30 Arbitre : Marchese |

| dimanche 10 février 1963 21e journée | Bologne     | 1 - 2 | Juventus                  | Stadio Comunale, Bologne 15h00 Arbitre : Jonni |
| dimanche 10 février 1963 21e journée | Nielsen 60e |       | 27e Del Sol · 77e Miranda | Stadio Comunale, Bologne 15h00 Arbitre : Jonni |

| dimanche 17 février 1963 22e journée | Juventus                  | 2 - 0 | Roma | Stadio Comunale, Turin 15h00 Arbitre : Gambarotta |
| dimanche 17 février 1963 22e journée | Del Sol 60e · Miranda 68e |       |      | Stadio Comunale, Turin 15h00 Arbitre : Gambarotta |

| dimanche 24 février 1963 23e journée | Sampdoria                | 2 - 1 | Juventus    | Stade Luigi-Ferraris, Gênes 15h00 Arbitre : Sbardella |
| dimanche 24 février 1963 23e journée | Toschi 25e · Tomasin 56e |       | 79e Del Sol | Stade Luigi-Ferraris, Gênes 15h00 Arbitre : Sbardella |

| dimanche 3 mars 1963 24e journée | Juventus | 0 - 1      | Torino | Stadio Comunale, Turin 15h00 60 000 spectateurs Arbitre : Adami |
| dimanche 3 mars 1963 24e journée |          | 41e Crippa |        | Stadio Comunale, Turin 15h00 60 000 spectateurs Arbitre : Adami |

| dimanche 10 mars 1963 25e journée | Juventus       | 2 - 0 | Lanerossi Vicence | Stadio Comunale, Turin 15h00 Arbitre : Jonni |
| dimanche 10 mars 1963 25e journée | Sívori 53e 64e |       |                   | Stadio Comunale, Turin 15h00 Arbitre : Jonni |

| dimanche 17 mars 1963 26e journée | Naples | 0 - 0 | Juventus | Stadio San Paolo, Naples 15h00 Arbitre : Adami |
| dimanche 17 mars 1963 26e journée |        |       |          | Stadio San Paolo, Naples 15h00 Arbitre : Adami |

| dimanche 31 mars 1963 27e journée | Milan | 0 - 0 | Juventus | Stadio San Siro, Milan 15h30 Arbitre : Jonni |
| dimanche 31 mars 1963 27e journée |       |       |          | Stadio San Siro, Milan 15h30 Arbitre : Jonni |

| dimanche 7 avril 1963 28e journée | Juventus | 0 - 1     | Catane | Stadio Comunale, Turin 15h30 Arbitre : De Marchi |
| dimanche 7 avril 1963 28e journée |          | 78e Milan |        | Stadio Comunale, Turin 15h30 Arbitre : De Marchi |

| dimanche 14 avril 1963 29e journée | Juventus                      | 2 - 1 | Palerme         | Stadio Comunale, Turin 15h30 Arbitre : Sbardella |
| dimanche 14 avril 1963 29e journée | Sereni 29e (csc) · Sívori 69e |       | 40e De Robertis | Stadio Comunale, Turin 15h30 Arbitre : Sbardella |

| dimanche 21 avril 1963 30e journée | Modène | 0 - 0 | Juventus | Stadio Alberto Braglia, Modène 15h30 Arbitre : Francescon |
| dimanche 21 avril 1963 30e journée |        |       |          | Stadio Alberto Braglia, Modène 15h30 Arbitre : Francescon |

| dimanche 28 avril 1963 31e journée | Juventus | 0 - 1       | Inter | Stadio Comunale, Turin 15h30 Arbitre : Adami |
| dimanche 28 avril 1963 31e journée |          | 27e Mazzola |       | Stadio Comunale, Turin 15h30 Arbitre : Adami |

| dimanche 5 mai 1963 32e journée | Mantoue | 0 - 0 | Juventus | Stadio Danilo Martelli, Mantoue 16h00 Arbitre : Jonni |
| dimanche 5 mai 1963 32e journée |         |       |          | Stadio Danilo Martelli, Mantoue 16h00 Arbitre : Jonni |

| dimanche 19 mai 1963 33e journée | Venise     | 1 - 2 | Juventus                        | Stadio Pierluigi Penzo, Venise 16h00 Arbitre : Gambarotta |
| dimanche 19 mai 1963 33e journée | Raffin 75e |       | 71e Sívori · 88e (pen.) Miranda | Stadio Pierluigi Penzo, Venise 16h00 Arbitre : Gambarotta |

| dimanche 26 mai 1963 34e journée | Juventus                 | 2 - 2 | SPAL                 | Stadio Comunale, Turin 16h00 Arbitre : Angelini |
| dimanche 26 mai 1963 34e journée | Miranda 25e · Zigoni 52e |       | 8e Bui · 34e Novelli | Stadio Comunale, Turin 16h00 Arbitre : Angelini |

#### Classement
|  |    | Classement final 1962-1963 | Pts | MJ | V  | N  | D | BP | BC | Dif |
|  | -- | -------------------------- | --- | -- | -- | -- | - | -- | -- | --- |
|  | 1. | Inter                      | 49  | 34 | 19 | 11 | 4 | 56 | 20 | +36 |
|  | 2. | Juventus                   | 45  | 34 | 18 | 9  | 7 | 50 | 25 | +25 |
|  | 3. | Milan                      | 43  | 34 | 15 | 13 | 6 | 53 | 27 | +26 |

### Résultats en coupe
- 1er tour éliminatoire

| dimanche 9 septembre 1962 | Brescia                         | 2 - 5 | Juventus                                            | Stadio Mario Rigamonti, Brescia Arbitre : Jonni |
| dimanche 9 septembre 1962 | Favalli 69e (pen.) · Pagani 83e |       | 6e 10e 55e Nicolè · 40e Del Sol · 73e (csc) Favalli | Stadio Mario Rigamonti, Brescia Arbitre : Jonni |

- 2e tour éliminatoire

| mercredi 3 octobre 1962 | Foggia | 0 - 2                         | Juventus | Stadio Pino Zaccheria, Foggia Arbitre : D'Agostini |
| mercredi 3 octobre 1962 |        | 19e Sívori · 44e (csc) Odling |          | Stadio Pino Zaccheria, Foggia Arbitre : D'Agostini |

- 8e-de-finale

| mercredi 5 décembre 1962 | Juventus                   | 3 - 1 | Venise    | Stadio Comunale, Turin Arbitre : Ferrari |
| mercredi 5 décembre 1962 | Sívori 2e 23e · Nicolè 16e |       | 4e Raffin | Stadio Comunale, Turin Arbitre : Ferrari |

- Quarts-de-finale

| mercredi 27 mars 1963 | Juventus | 0 - 1      | Hellas Vérone | Stadio Comunale, Turin Arbitre : Angelini |
| mercredi 27 mars 1963 |          | 35e Maioli |               | Stadio Comunale, Turin Arbitre : Angelini |

### Résultats en coupe des Alpes
- Phases de poule

| dimanche 16 juin 1963 1re journée | FC Bâle   | 1 - 5 | Juventus                                                        | Stade Saint-Jacques, Bâle 18h00 Arbitre : Francescon |
| dimanche 16 juin 1963 1re journée | Weber 88e |       | 14e 15e Menichelli · 59e Dell'Omodarme · 66e Miranda · 69e Gori | Stade Saint-Jacques, Bâle 18h00 Arbitre : Francescon |

| mercredi 19 juin 1963 2e journée | Juventus       | 2 - 0 | Roma | Hardturm, Zurich 20h15 Arbitre : Keller |
| mercredi 19 juin 1963 2e journée | Sívori 43e 53e |       |      | Hardturm, Zurich 20h15 Arbitre : Keller |

| dimanche 23 juin 1963 3e journée | Grasshoppers                 | 3 - 5 | Juventus                                                   | Letzigrund, Zurich 17h30 Arbitre : Bucheli |
| dimanche 23 juin 1963 3e journée | Blättler 14e 68e · Duret 75e |       | 6e Del Sol · 10e 55e Miranda · 40e Menichelli · 53e Sívori | Letzigrund, Zurich 17h30 Arbitre : Bucheli |

#### Classement
|  |    | Matchs de poule - groupe B | Pts | MJ | V | N | D | BP | BC | Dif |
|  | -- | -------------------------- | --- | -- | - | - | - | -- | -- | --- |
|  | 1. | Juventus                   | 6   | 3  | 3 | 0 | 0 | 12 | 4  | +12 |
|  | 2. | Roma                       | 4   | 3  | 2 | 0 | 1 | 11 | 4  | +7  |
|  | 3. | FC Bâle                    | 1   | 3  | 0 | 1 | 2 | 3  | 10 | -7  |

- Finale

| samedi 29 juin 1963 | Juventus                                        | 3 - 2 | Atalanta                      | Stade des Charmilles, Genève 21h30 Arbitre : Dienst |
| samedi 29 juin 1963 | Siciliano 18e · Del Sol 50e (pen.) · Sívori 74e |       | 8e Da Costa · 71e Magistrelli | Stade des Charmilles, Genève 21h30 Arbitre : Dienst |

| 1er titre La Juventus vainqueur de la Coupe des Alpes de 1962-1963 |

### Matchs amicaux
| dimanche 19 août 1962 | Coni | 0 - 5            | Juventus |  |
| dimanche 19 août 1962 |      | Buteurs inconnus |          |  |

| dimanche 26 août 1962 | Varese | 0 - 4            | Juventus |  |
| dimanche 26 août 1962 |        | Buteurs inconnus |          |  |

| mercredi 29 août 1962 | Lausanne-Sport | 0 - 2            | Juventus |  |
| mercredi 29 août 1962 |                | Buteurs inconnus |          |  |

| mercredi 12 septembre 1962 | Juventus       | 1 - 2 | Djurgaarden      |  |
| mercredi 12 septembre 1962 | Buteur inconnu |       | Buteurs inconnus |  |

| jeudi 15 novembre 1962 | Juventus         | 7 - 4 | Ivrée            |  |
| jeudi 15 novembre 1962 | Buteurs inconnus |       | Buteurs inconnus |  |

| mercredi 26 décembre 1962 | Juventus | 2 - 0            | Wiener Sport-Club |  |
| mercredi 26 décembre 1962 |          | Buteurs inconnus |                   |  |

| mardi 26 mars 1963 | Juventus         | 2 - 1 | AIK Solna      |  |
| mardi 26 mars 1963 | Buteurs inconnus |       | Buteur inconnu |  |

| mercredi 29 mai 1963 | Juventus | 0 - 1          | Manchester United |  |
| mercredi 29 mai 1963 |          | Buteur inconnu |                   |  |

| dimanche 2 juin 1963 | Juventus | 0 - 0 | Portuguesa |  |
| dimanche 2 juin 1963 |          |       |            |  |

| mercredi 12 juin 1963 | Juventus         | 2 - 0 | Girondins de Bordeaux |  |
| mercredi 12 juin 1963 | Buteurs inconnus |       |                       |  |

| mercredi 26 juin 1963 | Juventus         | 5 - 3 | Santos FC |  |
| mercredi 26 juin 1963 | Buteurs inconnus |       | Nené      |  |

#### Trofeo Lanza di Trabia
| mercredi 5 septembre 1962 | Milan            | 3 - 1 | Juventus       |  |
| mercredi 5 septembre 1962 | Buteurs inconnus |       | Buteur inconnu |  |

#### Coupe de l'amitié italo-espagnole
| mercredi 8 mai 1963 | Juventus       | 1 - 3 | Real Madrid      |  |
| mercredi 8 mai 1963 | Buteur inconnu |       | Buteurs inconnus |  |

## Effectif du club
Effectif des joueurs de la Juventus Football Club lors de la saison 1962-1963.

## Buteurs
Voici ici les buteurs de la Juventus Football Club toutes compétitions confondues.
| 23 buts - Omar Sívori 15 buts - Armando Miranda 9 buts - Luis del Sol 5 buts - Bruno Nicolè - Bruno Siciliano 3 buts - Giampaolo Menichelli - Gino Stacchini | 1 but - Dante Crippa - Carlo Dell'Omodarme - Flavio Emoli - Adolfo Gori - Gianfranco Leoncini - Gilberto Noletti - Gianni Rossi - Benito Sarti - Gianfranco Zigoni |